# Скотт Шпігель
Скотт Шпігель (англ. Scott Spiegel; 24 грудня 1957) — американський режисер, сценарист, продюсер та актор.

## Біографія
Скотт Шпігель народився 24 грудня 1957 року в Бірмінгемі, штат Мічиган. Відвідував початкову школу Walnut Lake, після чого перейшов у вищу школу West Maple Jr.. Тут Скотт познайомився із Семом Реймі і Брюсом Кемпбеллом. Шпігель працював в місцевому продуктовому магазині, який знаходився навпроти його рідний початкової школи.

## Фільмографія

### Режисер, сценарист, продюсер
| Рік  |    | Українська назва                               | Оригінальна назва                              | Роль                                       |
| ---- | -- | ---------------------------------------------- | ---------------------------------------------- | ------------------------------------------ |
| 1969 | кф | Інспектор Клатц зберігає день                  | Inspector Klutz Saves the Day                  | режисер, сценарист                         |
| 1971 | кф | Пироги і хлопці                                | Pies and Guys                                  | режисер, сценарист                         |
| 1971 | кф | Банальний Казанова                             | Corny Casanovas                                | режисер, сценарист                         |
| 1977 | ф  | Це вбивство!                                   | It's Murder!                                   | сценарист, продюсер, режисер другого плану |
| 1978 | в  | Ранні короткометражки Сема Реймі               | Sam Raimi Early Shorts                         | режисер                                    |
| 1981 | кф | Торро, Торро, Торро!                           | Torro. Torro. Torro!                           | режисер, сценарист                         |
| 1981 | кф | Атака руки допомоги                            | Attack of the Helping Hand!                    | режисер, сценарист, продюсер               |
| 1982 | кф | Клівленд Сміт: Мисливець за головами           | Cleveland Smith: Bounty Hunter                 | сценарист, продюсер                        |
| 1985 | ф  | Хвиля злочинності                              | Crimewave                                      | extras casting                             |
| 1985 | ф  | Війна Страйкера                                | Stryker's War                                  | сценарист, продюсер                        |
| 1987 | ф  | Зловісні мерці 2                               | Evil Dead II                                   | сценарист                                  |
| 1989 | ф  | Список жертв                                   | Hit List                                       | сценарист                                  |
| 1989 | ф  | Непроханий гість                               | Intruder                                       | режисер, сценарист                         |
| 1990 | ф  | Новачок                                        | The Rookie                                     | сценарист                                  |
| 1992 | ф  | Пришелепкуватий Нат                            | The Nutt House                                 | режисер, сценарист                         |
| 1993 | ф  | Любов, зрада і крадіжка                        | Love, Cheat & Steal                            | другий помічник оператора                  |
| 1999 | в  | Від заходу до світанку 2: Криваві гроші Техасу | From Dusk Till Dawn 2: Texas Blood Money       | режисер, сценарист                         |
| 2004 | ф  | Пригоди Модести Блейз                          | My Name Is Modesty: A Modesty Blaise Adventure | режисер                                    |
| 2005 | ф  | 2001 маніяк                                    | 2001 Maniacs                                   | продюсер, режисер другого плану            |
| 2005 | ф  | Хостел                                         | Hostel                                         | виконавчий продюсер                        |
| 2007 | ф  | Хостел 2                                       | Hostel: Part II                                | виконавчий продюсер                        |
| 2010 | кф | Зовнішність лева                               | Facing the Lion                                | сценарист, виконавчий продюсер, монтажер   |
| 2011 | в  | Хостел 3                                       | Hostel: Part III                               | режисер, продюсер                          |
| 2016 | ф  | Ласкаво просимо в Чистилище                    | Dark Ascension                                 | сценарист, виконавчий продюсер             |
| 2017 | ф  | Ласкаво просимо в Чистилище 2                  | Dark Ascension II: The Journey to Hell         | сценарист, виконавчий продюсер             |

### Актор
| Рік  |     | Українська назва                               | Оригінальна назва                        | Роль                     |
| ---- | --- | ---------------------------------------------- | ---------------------------------------- | ------------------------ |
| 1969 | кф  | Інспектор Клатц зберігає день                  | Inspector Klutz Saves the Day            | Ігор Монстр              |
| 1977 | ф   | Це вбивство!                                   | It's Murder!                             | детектив / Fake Shemp    |
| 1978 | в   | Ранні короткометражки Сема Реймі               | Sam Raimi Early Shorts                   |                          |
| 1978 | кф  | Шемп їсть Місяць                               | Shemp Eats the Moon                      | Лівша ЛаМерд             |
| 1978 | кф  | У лісі                                         | Within the Woods                         | Скотті                   |
| 1978 | кф  | Годинник                                       | Clockwork                                |                          |
| 1981 | ф   | Зловісні мерці                                 | The Evil Dead                            | Fake Shemp               |
| 1981 | кф  | Торро, Торро, Торро!                           | Torro. Torro. Torro!                     |                          |
| 1982 | кф  | Клівленд Сміт: Мисливець за головами           | Cleveland Smith: Bounty Hunter           |                          |
| 1985 | ф   | Війна Страйкера                                | Stryker's War                            | Пін Кашіон               |
| 1987 | ф   | Зловісні мерці 2                               | Evil Dead II                             | Fake Shemp               |
| 1989 | ф   | Непроханий гість                               | Intruder                                 | хлібник                  |
| 1989 | ф   | Мрець по сусідству                             | The Dead Next Door                       | Річардс                  |
| 1989 | ф   | Робот-ніндзя                                   | Robot Ninja                              | Марті Коулслев           |
| 1990 | ф   | Оббіловані заживо                              | Skinned Alive                            | Фінк                     |
| 1990 | ф   | Самоволка                                      | Lionheart                                | букмекер бою у басейні   |
| 1990 | ф   | Людина темряви                                 | Darkman                                  | докер 5                  |
| 1990 | ф   | Дівчина, яку я хочу                            | The Girl I Want                          | хлопець 2                |
| 1993 | кф  | Ред                                            | Red                                      | абонент                  |
| 1995 | ф   | Швидкий та мертвий                             | The Quick and the Dead                   | людина з золотими зубами |
| 1995 | ф   | Дикі вихідні в Малібу!                         | Wild Malibu Weekend!                     | Make-Up Shemp 1          |
| 1995 | в   | Голий боулінг                                  | Nude Bowling Party                       | Джо Порновські           |
| 1996 | ф   | Там, де правда                                 | Where Truth Lies                         | тюремник                 |
| 1999 | в   | Від заходу до світанку 2: Криваві гроші Техасу | From Dusk Till Dawn 2: Texas Blood Money | порнорежисер             |
| 2002 | ф   | Людина-павук                                   | Spider-Man                               | поліцейський             |
| 2004 | ф   | Людина-павук 2                                 | Spider-Man 2                             | людина на балконі        |
| 2005 | ф   | 2001 маніяк                                    | 2001 Maniacs                             | музикант 2               |
| 2008 | ф   | Потрібна няня                                  | Babysitter Wanted                        | доктор Шпігель           |
| 2009 | ф   | Затягни мене до пекла                          | Drag Me to Hell                          | плакальник               |
| 2014 | с   | Рейк                                           | Rake                                     | клієнт бару              |
| 2016 | ф   | Ласкаво просимо в Чистилище                    | Dark Ascension                           | людина в пеклі           |
| 2019 | док |                                                | QT8: The First Eight                     | у ролі самого себе       |